# Goeroe Arjan

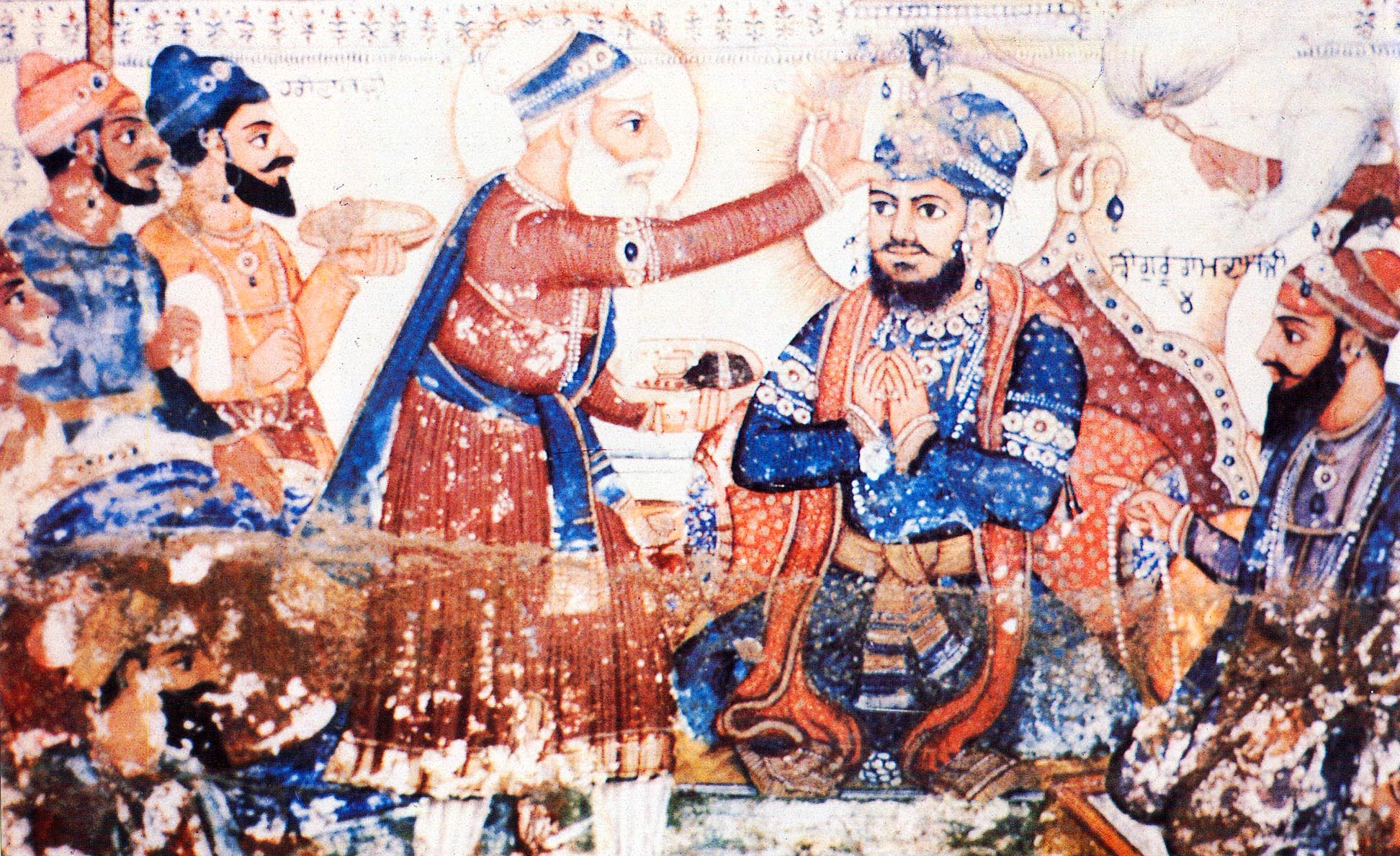
Goeroe Arjan

Goeroe Arjan (Gurmukhi: ਸ੍ਰੀ ਗੁਰੂ ਅਰਜਨ ਦੇਵ ਜੀ, Devanagari: स्री गुरू अर्जन देव जी) (15 april 1563, Goindwal, Punjab, India – 30 mei 1606, Lahore, Punjab, Mogolrijk, nu Pakistan) was de vijfde van de tien goeroes van de sikhs. Hij volgde zijn vader op, Goeroe Ram Das, en werd benoemd tot goeroe op 1 september 1581.
Arjan stelde de Goeroe Granth Sāhib op, het heilige geschrift voor sikhs. Dit boek werd bijna als God gerespecteerd en wordt behandeld als persoon. Tevens voltooide Arjan de Harmandir Sahib in Amritsar, het belangrijkste heiligdom voor sikhs. Onder zijn leiding werden verder de sociale hervormingen en het missionariswerk van zijn voorgangers uitgebreid.
Goeroe Arjan werd in 1606 terechtgesteld op bevel van keizer Jahangir, omdat hij zijn zegen had gegeven aan de in opstand gekomen prins Khusrau. Arjans zoon Hargobind volgde Arjan op als goeroe van de sikhs.
Nanak · Angad  · Amar Das  · Ram Das · Arjan  · Hargobind · Har Rai  · Har Krisjan · Tegh Bahadur · Gobind Singh